# Miguel Lafuente Alcántara

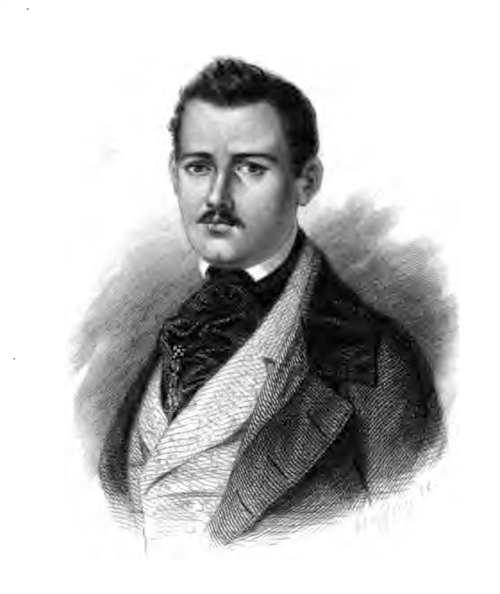
Miguel Lafuente Alcántara.

Miguel Lafuente Alcántara, född den 10 juli 1817 i Archidona (provinsen Málaga), död den 27 augusti 1850 i Havanna, var en spansk historiker. Han var bror till Emilio Lafuente Alcántara.
Lafuente Alcántara, som var generalfiskal över Kuba, var deputerad 1846 och blev ledamot av Academia de la historia 1847. Hans huvudverk, Historia de Granada (1843–1848) och Historia de los reyes católicos Fernando é Isabel (en efter hans död utgiven upplaga av Andrés Bernáldez krönika) anses ha bestående värde.